# 부두3

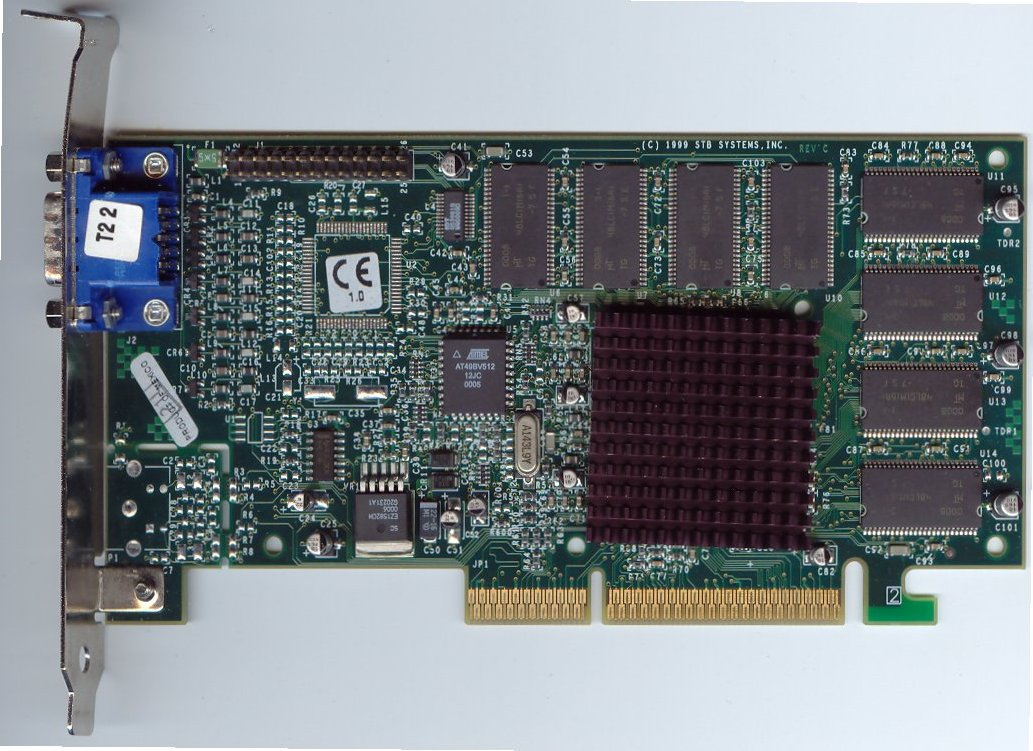
3dfx Voodoo3 2000 AGP

부두3(Voodoo3)는 3dfx 인터랙티브에서 제조하고 디자인한 일련의 컴퓨터 게임 비디오 카드이다. 이는 회사의 고급 부두2 라인의 후속 제품이었으며 이전 부두 밴시(Banshee) 제품을 기반으로 했다. 부두3는 COMDEX '98에서 발표되어 1999년 초 매장 진열대에 출시되었다. 부두3 라인은 STB Systems와 3dfx가 결합하여 제조한 최초의 제품이었다.

## 역사
'어벤저'(Avenger) 그래픽 코어는 원래 밴시 직후에 구상되었다. 3dfx의 잘못된 관리로 인해 차세대 '램페이지'(Rampage) 프로젝트가 지연되어 회사 전체에 치명적인 결과를 가져왔다.
어벤저는 이미 지연된 램페이지보다 시장 출시 시간이 더 빠르기 때문에 최전선으로 밀려났다. 어벤저는 두 번째 TMU(텍스처 매핑 유닛)가 추가된 밴시 코어에 불과했다. 이는 밴시가 부두2에 비해 잃은 것과 동일한 TMU이다. 따라서 어벤저는 통합 128비트 2D 비디오 가속기와 두 배의 클럭 속도를 갖춘 부두2에 불과했다.

## 경쟁 칩셋
- 리바 TNT2
- ATI 레이지 시리즈
- 매트록스 G400
- S3 세비지